# زاپادنیا دوینا
شهر زاپادنیا دوینا (به روسی: Западная Двина) در کشور روسیه و در اوبلاست ور واقع شده‌است.